# Albany (Ohio)
Albany – wieś w Stanach Zjednoczonych, w stanie Ohio, w hrabstwie Athens.